# Konstanze von Kastilien (Frankreich)

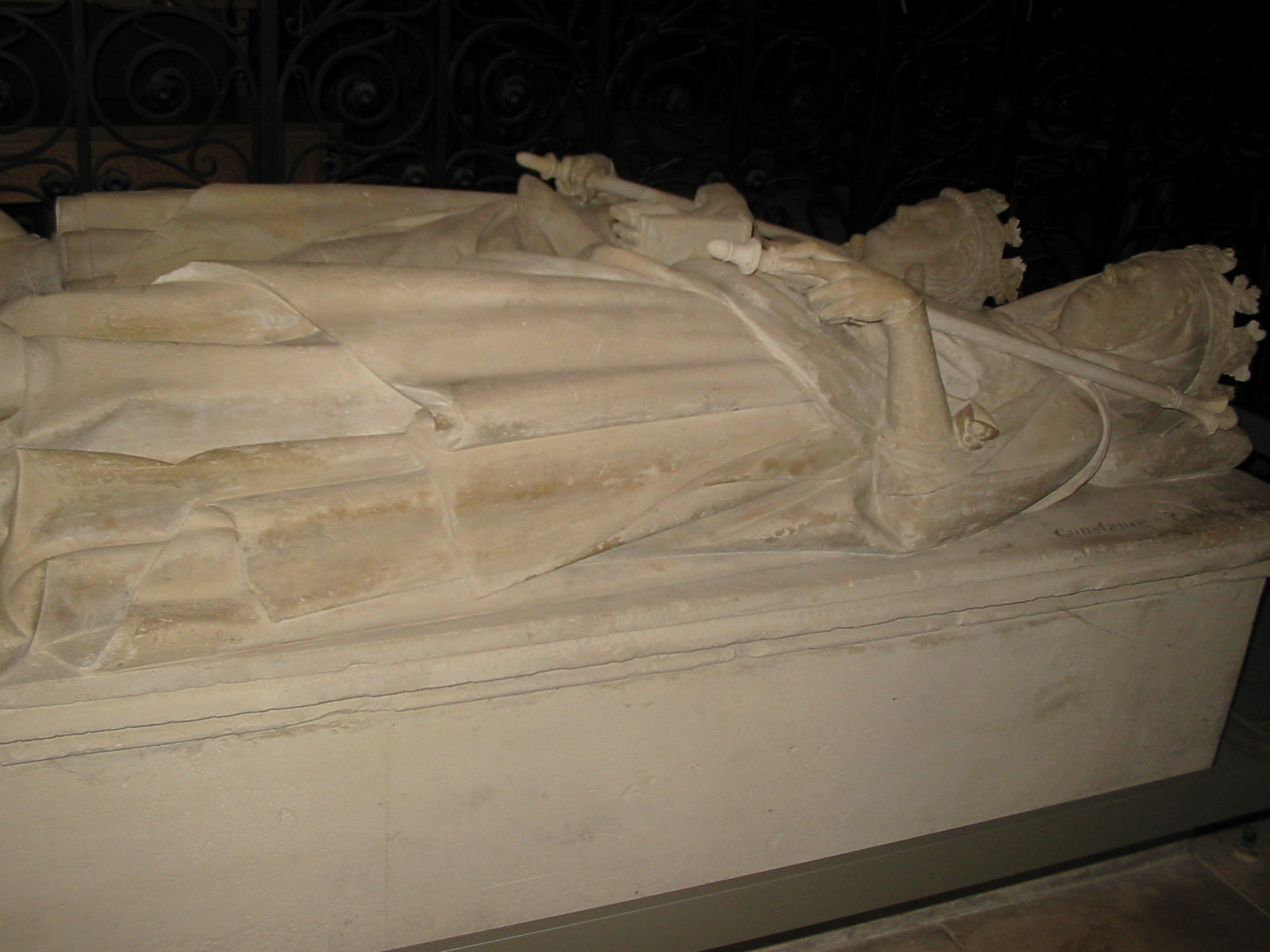
Konstanze (rechts) in der Basilika von Saint-Denis

Konstanze von Kastilien (* 1140; † 1160 in Paris) war Königin von Frankreich.

## Leben
Konstanze wurde als Tochter von König Alfons VII. von Kastilien und León und dessen Gemahlin Berenguela von Barcelona geboren.
Im Jahr 1154 wurde sie in Orléans mit dem französischen König Ludwig VII. verheiratet, nachdem dessen erste Ehe mit Eleonore von Aquitanien am 21. März 1152 auf dem Konzil von Beaugency aufgrund des Fehlens eines männlichen Thronerbens, offiziell wegen zu enger Blutsverwandtschaft, annulliert wurde. 
Nach einer Pilgerfahrt nach Santiago de Compostela verstarb Konstanze bei der Geburt ihrer zweiten Tochter Adelheid.
Konstanze wurde in der Basilika Saint-Denis beigesetzt. Bei der Plünderung der Königsgräber von Saint-Denis während der französischen Revolution wurde ihr Grab im August 1793 geöffnet und geplündert, ihre Überreste wurden in einem Massengrab außerhalb der Kirche beerdigt. 

## Nachkommen
- Margarethe (1158–1197), ⚭ I Heinrich dem Jüngeren, Mitkönig von England; ⚭ II König Béla III. von Ungarn.
- Adelheid (Alix) (1160–1220), ⚭ Wilhelm IV., Graf von Ponthieu; sie war zuerst mit dem späteren englischen König Richard I. verlobt[1]